# Uziemienie pomocnicze
Uziemienie pomocnicze – uziemienie (części czynnej lub części przewodzącej) stanowiące element ochrony przeciwzakłóceniowej. Nie jest ono uziemieniem roboczym, ani uziemieniem w systemie ochrony przeciwporażeniowej (polegającym na samoczynnym wyłączeniu zasilania w sieci TT lub IT).
Przewód uziemiający ochrony przeciwzakłóceniowej oznacza się TE, w odróżnieniu od przewód uziemiający E, czy przewód wyrównawczy CC.